# Oposición (política)
La oposición es el conjunto de grupos, fracciones o partidos políticos, y a las organizaciones de cualquier tipo y personas que se oponen al gobierno.

## Breve historia de la oposición
La oposición es la expresión de ideas opuestas a las de gobierno, es decir, opuestas al oficialismo de cada momento. 
La oposición no es una característica exclusiva del Estado moderno, pues aún en la Polis ateniense encontramos casos perfectamente documentados de oposición de grupos de personajes contra el gobernante en turno.

### La oposición política
En general se considera que la oposición se clasifica por las ideas o doctrinas que inspiran a los opositores, sin embargo, existe también la distinción de oposición por el método que ésta elige para cambiar al grupo dominante al establecimiento, a la forma de gobierno o a la economía y en este sentido se identifican como distintas la oposición pacífica y la violenta. El desorden y las disputas han interferido en las diferentes doctrinas humanistas que han alimentado a la oposición política han sido cruciales para la formación de la cultura política de nuestra época, influyendo de manera normal a la forma de gobierno, a la adopción de los derechos que los estados reconocen a los gobernados y a la forma y organización de cada uno de los estados.
La forma más elaborada y efectiva de oposición es la de los partidos políticos en los estados democráticos, pues en este caso la oposición no pretende la destrucción del Estado, sino exclusivamente su reforma dentro del cauce previamente acordado o menos aún,lo que persigue es formar el gobierno, es decir nombrar a los funcionarios públicos que lo dirigen.